# Katissa
Katissa là một chi nhện trong họ Anyphaenidae.